# شركة الهند الغربية السويدية

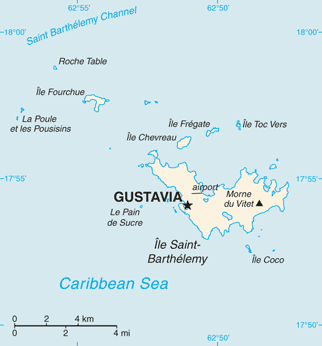
خريطة سان بارتلمي

شركة الهند الغربية السويدية (بالسويدية: Svenska Västindiska Kompaniet)‏ كانت شركة مستأجرة سويدية ومقرها في جزر الهند الغربية. كانت المشغل الرئيسي في تجارة الرقيق السويدية خلال وجودها. تم إنشائها في 31 أكتوبر 1786، تم تفكيكها في 22 مايو 1805.
على الرغم من كونها شركة خاصة، إلا أنها كانت تعمل تحت احتكار ملكي لجميع التجارة السويدية التي تمر عبر سان بارتيلمي، وعادت إلى الدولة السويدية ربع أرباحها. كانت الفاعل الرئيسي في تجارة الرقيق في السويد خلال الفترة الاستعمارية.

## شركات مستأجرة سويدية أخرى
لا ينبغي الخلط بين شركة الهند الغربية السويدية والشركة الجنوبية السويدية التي تعود للقرن السابع عشر، والتي تسمى أيضًا شركة السويد الجديدة، والتي اشتهرت بإنشاء السويد الجديدة في منطقة ديلاوير (أو جزء كبير من وادي ديلاوير اليوم)، والتي كانت تعمل بين عامي 1638 و 1655.